# Diví lidé
Diví lidé, to jest divý muž, divá žena a jejich dítě jsou bájné lidské bytosti, zastoupené v mytologiích mnoha zemí, žijící stranou od lidské společnosti v přírodě, nápadní svým tělem porostlým srstí, někdy spoře odění, pobývající v lesních úkrytech, v jeskyních, skalách či ve zpustlých hradech.

## Etymologie
Ve staročeštině se divník a divnúcí odvozoval od slovesa diviti se a znamenal bytost odlišnou od člověka, na rozdíl od označení divošek, divočec pro člověka rodem normálního, ale konáním rozpustilého.

## Diví lidé ve středověku
Podle sv. Jeronýma a sv. Augustina odlišuje člověka od živočicha duše. Obludní lidé duši nemají.. Mnozí diví lidé byli do středověké mytologie převzati ze starověku, ti s rohy a ocasy jsou původně fauni a satyrové, jednooký je kyklop, obr kolosus, trpaslíci Pygmejové, kynokefalové mají psí hlavu, bezhlavci mají tvář na prsou, kyklopedové jsou jednonožci, kteří skáčou po jediné veliké noze, patrofágové (staročesky samojedci) pojídali vlastní rodiče.

## Diví muži
- Zelený muž – má statné tělo, plnovous, je oděn do sukénky z listů a kolem hlavy má zelený věnec, nosí kyj.
  - Samotná hlava ve věnci z listoví má stonky vyrůstající z úst, bývá zpodobená v kamenosochařství jako svorník klenby, hlavice přípory nebo sloupu, v řezbářství často jako dekorace chrámových lavic.
- Divý muž s tělem porostlým srstí žije v lese, loví s kyjem v ruce, tvoří rodinu s divou ženou a divými dětmi. Chová se jako zelený muž.

Často bývá vyobrazen jako drolerie v knižní malbě, kde může být ochráncem žen (například lazebnic v Bibli Václava IV.) nebo na tapisériích.
- V heraldice se divý i zelený muž objevují jako heraldická figura na štítu, v klenotu nebo jako štítonoši.

## Galerie

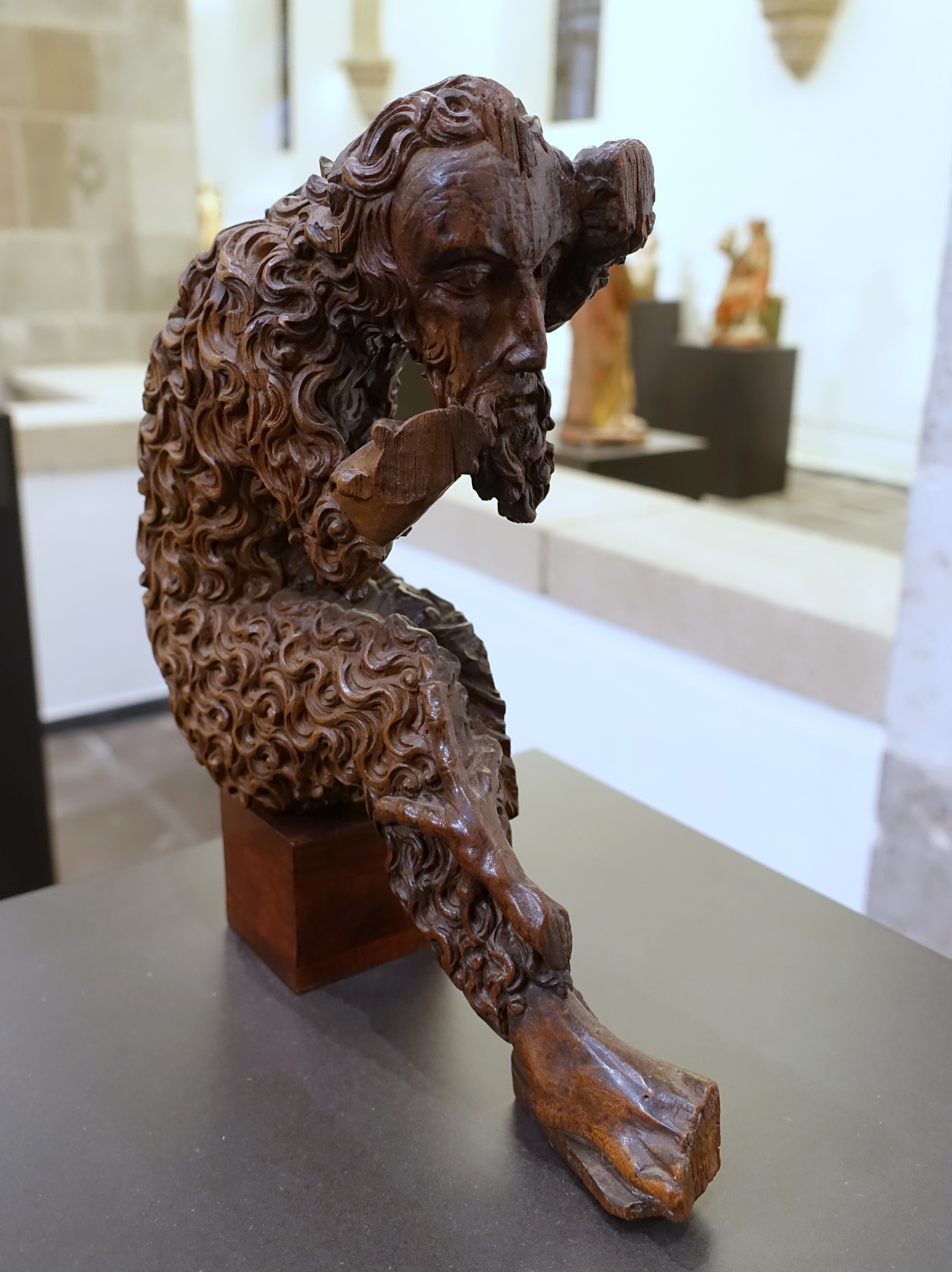
Divý muž, Porýní, 14. století
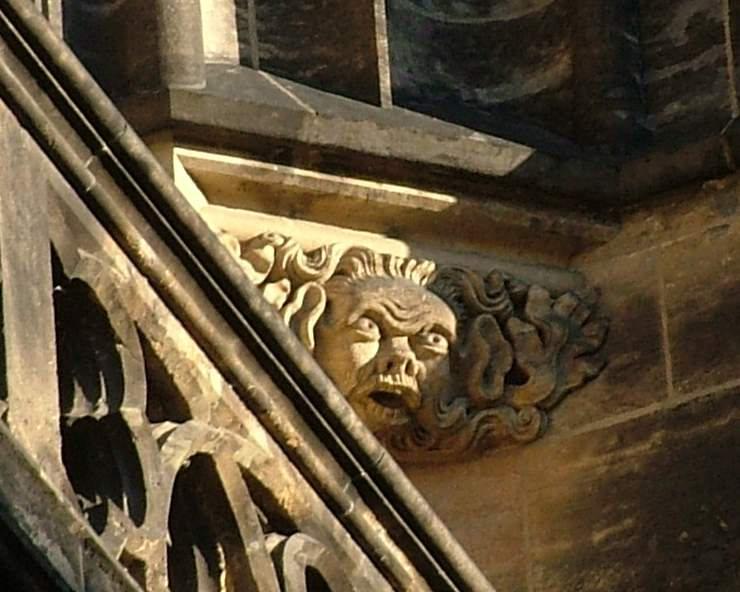
Zelený muž, Katedrála, Praha
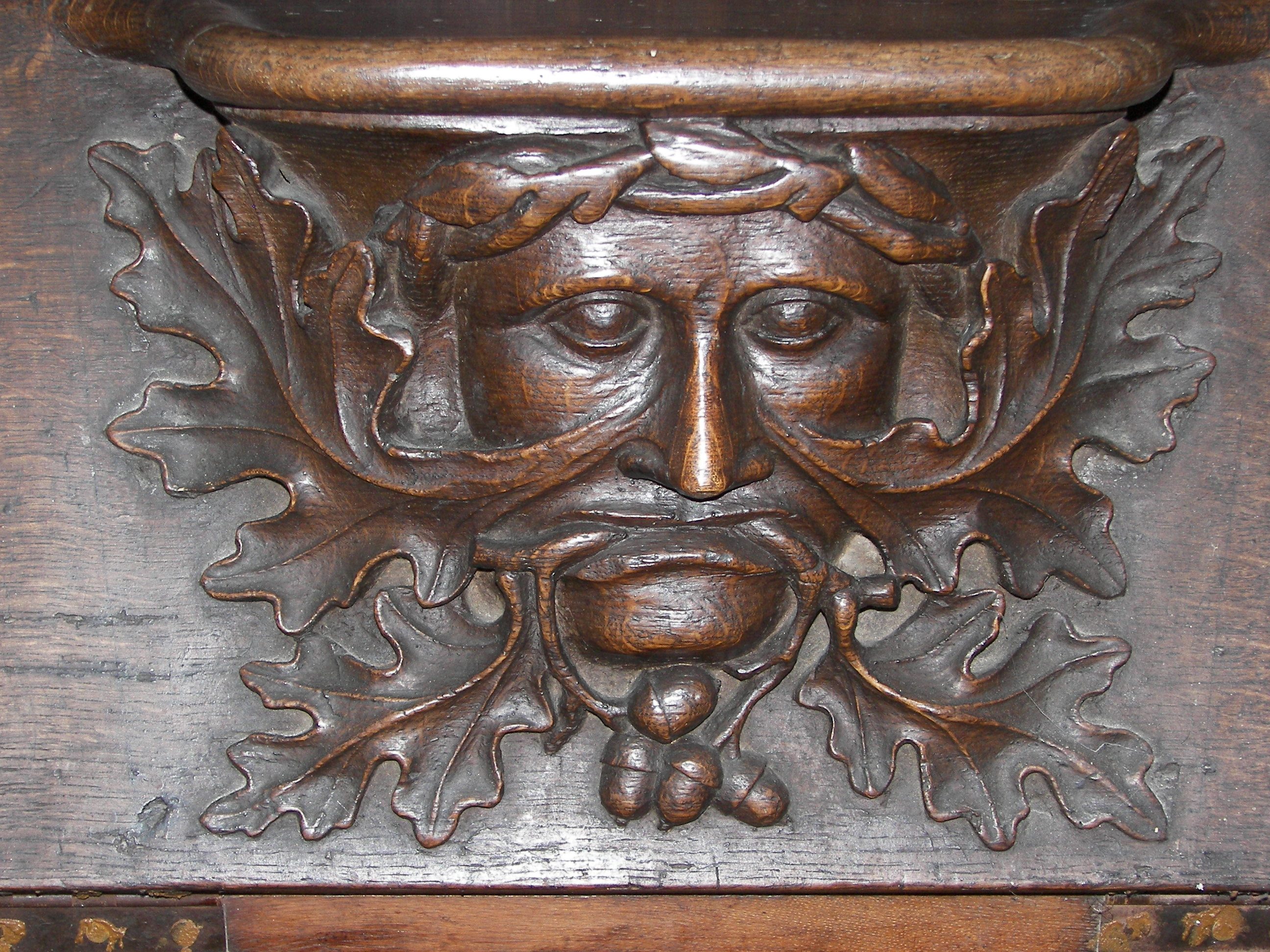
Zelený muž z Vendôme
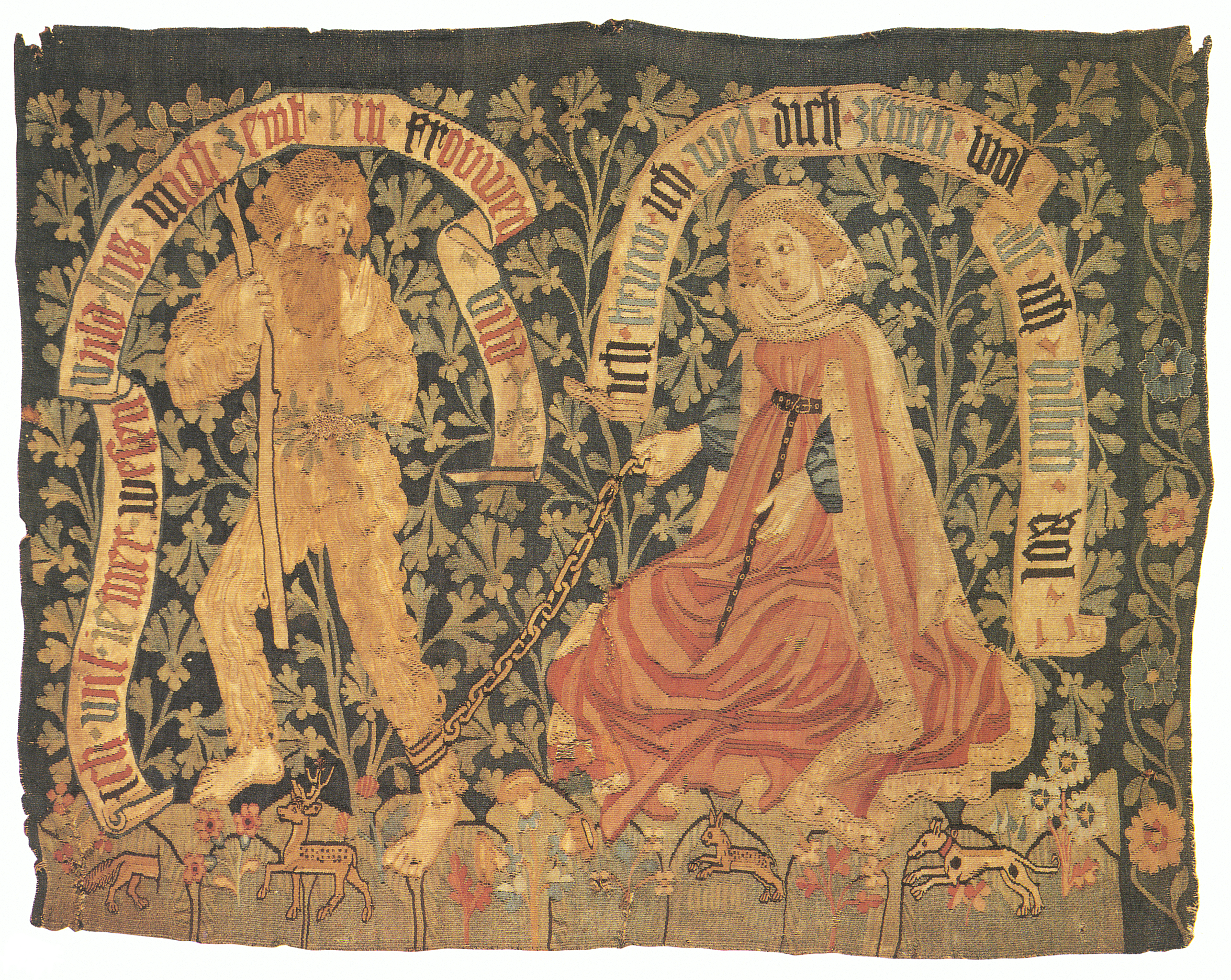
Dáma a divý muž, 15. stol.
Státní znak Dánska
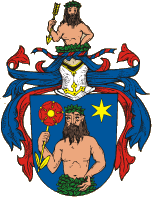
Znak Kostelce nad Černými Lesy
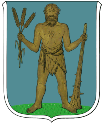
Znak obce Žehušice

## Divé ženy

### Divoženka ve slovanské mytologii
Divoženka je slovanský lesní ženský démon známý v českém, slovenském, lužickém, polském, slovinském a bulharském folklóru. Mužským protějškem divoženky je hejkal či divý muž, který je podobný východoslovanskému lešijovi. Jejich mužským protějškem je div a podobají se východoslovanským lešijům. Divoženkám se podobají lesní panny, liší se od nich však svou krásou. Dále sdílí některé své rysy s vílami, s nimiž jsou někdy zaměňovány, a ludky.
Divoženky jsou zpravidla nehezké ženy, žijící v jeskyních, s dlouhými prsy, chlupatým tělem a dlouhými vlasy, které si přehazují přes ramena. Často zvláštně mluví, ke každému slovu přidávají zápor či hovoří pozpátku, čímž připomínají lužické a polské ludky. K lidem se chovají přátelsky i zlovolně, s oblibou podvrhují děti.
České divoženky obývají prostorné jeskyně v horách a lesích a vypadají jako ošklivé ženy s velkou hranatou hlavou, dlouhými a silnými vlasy rudé či černé barvy. Odívají se do krátké zelené suknice, živůtku a plachetky z režného plátna, v rukou mají tlusté hole ovinuté hady. Domácnost mají zařízenou podobně jako lidé a z klasů sebraných na poli pečou chléb, jinak se živí také kořenem osladiče a ulovenou zvěří a rybami. Sbírají i len, který za jasných měsíčných nocí předou a šijí z něj šaty. Bývají také popisovány jako malé bytosti s velkou hlavou a dlouhými vlasy. Jsou znalé tajemství přírody, jsou dlouhověké a umí vyrábět masti, po kterých jsou lehké a neviditelné. Milují hudbu a tanec, z čehož povstává bouře. Ke svým tancům lákají mladé lidi a pak je obdarovávají, ale také je mohou strhat.
K lidem jsou většinou přátelské a zvědavé, rády si od nich půjčují různé věci a bohatě je za to odměňují. Mohou si vzít za muže člověka a chovají se pak jako vzorné manželky, pokud jim však někdo připomene jejich původ, zmizí. Někdy se však chovají zlovolně, odvádí poutníky z cesty a matkám podvrhují své ošklivé a hlučné děti, nazývané divous, na Slovensku premieň. Rády také škodí lakomým lidem. Největší moc mají o svatojánské noci a chrání před nimi stroužek česneku nebo chléb s bílou kůrkou. Dříve jich bylo mnoho, ale den ode dne jich ubývá.
Lužické dźiwje žony jsou bílé ženy, které se zjevují v poledne a večer, a milují předení lnu. Dívky které jim len upředou nebo je učesají obdarovávají listím, které se změní ve zlato. Polské dziwožony jsou zlovolné ženy, které si rádi berou mladíky za milence a dívky za družky. Jsou vysoké, hubené a bledé. Po lesích a polích se potulují v tlupách a dospělé lidi usmrcují lechtáním, také podvrhují děti. Chrání před nimi česnek, třezalka, vachta a kov. Polákům a Ukrajincům jsou také známi boginje, bogieńki a bogunki, které se zaměnuji se Sudičkami a také podvrhují děti zvané odminok, odminnik či vidminnik. Slovinci nazývají divoženky divje devojke či divje dekle, Bulhaři zase diva-ta žena.

### Lesní panny
Lesní panny jsou českém folklóru krásné dívky oděné v jemný bílý či zelený šat, se zlatými či zelenými vlasy a věncem z lesních květin na hlavě. Zjevují se večer nebo v poledne a baví se tancem a zpěvem v kruhu. Nebezpečné jsou zvláště mladíkům, které přivábí jejich zpěv. Ty utancují či ulechtají k smrti, toho, kdo se pokusí utéci, zpravidla zasáhne neviditelná střela. K dívkám jsou většinou vlídné a mohou je obdarovat. Panny během tance střeží malí psi. Trestají také ty, kdo v lese pokřikují, těm, co se k nim chovají uctivě, však mohou ukázat místa, kde roste hojně hub. Mohou se vdát za muže, ten jim však nesmí připomenout jejich původ.
Lesním pannám se podobá ruská miška či mniška, jejíž jméno je snad odvozeno od mechu, podobně jako mochovik, což je jiné označení lešije. Vypadá jako malá žena v hnědém oděvu s dlouhými šedými vlasy, do kterých se halí a také velmi rychle běhá. Další podobnou bytostí je medulina, bílá žena s košíkem v jedné ruce a květinou v druhé, lužická wórawa, která večer vjíždí do vsi a tam na návsi orá a taktéž lužická Dźiwica, krásná panna, která o polednách nebo měsíčných nocích loví v lesích se smečkou chrtů; ten, kdo ji potkal onemocněl a do tří dnů zemřel. Na Slovensku splynuly lesní panny s bosorkami, tedy čarodějnicemi.

### Odraz v kultuře
Divoženka
- Strakonický dudák aneb Hody divých žen - divadelní hra Josefa Kajetána Tyla
- Divoženka a jiné příběhy - sbírka povídek Zdeny Pšeničkové
- Fontána Divoženky a poletuchy - bronzové a žulové dílo Josefa Klimeše v Praze

Lesní panna
- Lesní panna aneb cesta do Ameriky, zkráceně jen Lesní panna – divadelní hra, báchorka Josef Kajetán Tyl|Josefa Kajetána Tyla
  - Lesní panna (film) – televizní film z roku 1973 natočený na motivy Tylovy hry Lesní panna aneb cesta do Ameriky
- Toman a Lesní panna – báseň Františka Ladislava Čelakovského ze sbírky Ohlas písní českých
  - Toman a lesní panna (symfonická báseň) – symfonická báseň Zdeňka Fibicha z roku 1874 na motivy básně Toman a Lesní panna
  - Toman a lesní panna (film) – český krátký animovaný film z roku 1977 natočený na motivy básně Toman a Lesní panna